# کارشتدت
کارشتدت (به آلمانی: Karstädt) یک شهر در آلمان است که در پریگنیتس واقع شده‌است. کارشتدت ۶٬۸۷۲ نفر جمعیت دارد.

## خواهرخوانده
شهر Rommerskirchen خواهرخواندهٔ کارشتدت هست.